# 2022 au Portugal
Chronologie du Portugal
- 2018
- 2019
- 2020
- 2021
- 2022
- 2023
- 2024
- 2025
- 2026

Cette page concerne les évènements survenus en 2022 au Portugal :

## Évènements
- Pandémie de Covid-19 au Portugal
- Sanlúcar de Barrameda 2019-2022
- 27 juin au 1er juillet : deuxième Conférence des Nations unies sur l'océan à Lisbonne.

## Sport
- Championnat du Portugal féminin de football 2021-2022
- Championnat du Portugal de football 2021-2022
- Championnat du Portugal de football de deuxième division 2021-2022
- 4-20 février : Participation du Portugal aux Jeux olympiques d'hiver de Pékin.
- 16-20 février : Tour de l'Algarve

## Décès
- César Batalha (pt), musicien.
- Lourdes Castro, artiste plastique.
- Armando Gama (pt), musicien et chanteur.
- Teresa Mota, professeur.